# За таи
За таи (на тайски: พรรคเพื่อไทย) е тайландска политическа партия. Тя е основана през 2008 година като продължител на партията Народна власт, свързана с живеещия в изгнание бивш министър-председател Таксин Чинават. На изборите през 2011 година партията, оглавявана от Инглук Шинаватра, най-малката сестра на Таксин Чинават, печели мнозинство в Камарата на представителите, получавайки 263 от 500 места.